# Hästskotjärnen (Åre socken, Jämtland, 702633-135448)
Hästskotjärnen är en sjö i Åre kommun i Jämtland och ingår i Indalsälvens huvudavrinningsområde. Sjön har en area på 0,0628 kvadratkilometer och ligger 731,3 meter över havet. Sjön avvattnas av vattendraget Dalsån.

## Delavrinningsområde
Hästskotjärnen ingår i det delavrinningsområde (702775-135515) som SMHI kallar för Mynnar i Greningen. Medelhöjden är 731 meter över havet och ytan är 5,93 kvadratkilometer. Det finns inga avrinningsområden uppströms utan avrinningsområdet är högsta punkten. Dalsån som avvattnar avrinningsområdet har biflödesordning 4, vilket innebär att vattnet flödar genom totalt 4 vattendrag innan det når havet efter 331 kilometer. Avrinningsområdet består mestadels av skog (61 procent) och kalfjäll (29 procent). Avrinningsområdet har 0,06 kvadratkilometer vattenytor vilket ger det en sjöprocent på 1,1 procent.